# 王澄 (正德進士)
王澄（15世紀—16世紀），字克清，號紫峰，湖廣黃州府蕲州羅田縣人，明朝政治人物。

## 生平
弘治十四年（1501年），王澄中式湖廣鄉試舉人，正德九年（1514年）登進士，授廣東番禺縣知縣，在當地興辦學校、平均賦役、除去妖僧、彰表貞節，政績卓著。擢任戶部郎中，其時尚衣太監王振恃寵而奪去民田，他上奏要求對方歸還，每年省下租役銀一萬一千；又捐俸賑淮地災，救活數十萬人，轉河南、山西參議，都有清慎名聲。

## 引用
1. 1 2  光緒《羅田縣志·卷六·人物志》：王澄，字克清，正德甲戌進士，知番禺事，興學校、均賦役、袪妖僧、表貞節，政績卓著。擢戶部郎中，時尚衣太監王振恃寵而橫奪民田產林園，澄奏還之，歲省租役銀一萬一千有奇；督淮餉，值歲饑，割俸以賑，全活不下數十萬人。厯河南山西參議，皆清慎綽著能聲。參省志及一統志
2. ↑  光緒《羅田縣志·卷五·選舉志》：宏治十四年辛酉廖瑄榜 王澄